# KIBIT
KIBIT（キビット）とは、株式会社FRONTEO (旧 UBIC)が独自開発した、「暗黙知を学習し人間の機微を感じとる」日本発の人工知能エンジン。日本語の「機微」と情報単位の「ビット」から命名された。

## 特徴
当初はテキストデータから国際訴訟時の証拠発見のために開発されたシステムである。「ランドスケイピング(landscaping)」と呼ばれるアルゴリズムを活用することで、少ない教師データからユーザーの好みの傾向を把握することを強みとする。文脈から個人の趣味趣向を察知し、ユーザーにとって有用な情報を提供できる。
テキストの解析に特化しており、自然言語処理と機械学習を用いて、少ない教師データから汎用的な回答を導き出すことができる。法曹界で活用されているほか、「Lit i View PATENT EXPLORER」としてさまざまな企業に利用されている。

## KIBIT搭載プロダクト

### KIBIT Knowledge Probe
メール、日報、顧客からのお問い合わせやレビューなどを分析する製品。市場調査、技術調査などの効率化や論文検索、日報分析、コンプライアンス対応等へ活用が可能である。

### KIBIT Patent Explorer
特許調査を効率化する特許調査・分析システムであり、膨大な調査範囲にある資料データをすべてスコアリングすることで無効資料調査の工数が10分の1に削減できる点などが製品の特徴である。

### KIBIT Email Auditor
自動学習する電子メール監査システムである。社内でやり取りされる全メールを目視の4,000倍の速さで監査し、転職先との連絡、不平不満を含む内容、金銭トラブルの兆候などを通知するシステムを持つ。

### KIBIT Find Answer
人工知能によるWebブラウザ上で動作するQ&Aシステム。自然文による質問への柔軟な解答が可能であることが特徴である。

## 活用事例・導入企業

### KIBIT Knowledge Probe 導入企業
- 三菱UFJ銀行 - 金融サービス向上のため試験的に導入[10]
- 三菱重工業
- LITALICO
- ソラスト
- 横浜銀行
- 東京海上日動火災保険
- りそな銀行
- 大和住銀投信投資顧問
- 第一三共
- SMBC日興証券

### KIBIT Patent Explorer導入企業
- 昭和電工[5]
- 三菱ケミカルリサーチ
- 宇部興産
- デンソー
- DIC
- アルパイン
- クラレ
- 東ソー
- 東洋紡
- 三井化学
- リバーフィールド
- 綜研化学
- サッポロホールディングス
- 東レ
- グローリー
- 能美防災

### KIBIT Email Auditor 導入企業
- 矢崎総業
- 東洋ゴム工業
- INNOLUX
- RACE
- ジャパンディスプレイ
- エバーグリーン

### Intelligence Cloud 導入企業
- パナソニック
- 古野電気
- TPK
- EIZO
- 三井住友銀行[11]

## Kibiro
Kibiroは、Sotaをベースとし、KIBITを搭載したロボット。2015年11月17日に発表された。カメラやマイク、スピーカーを搭載し、ユーザーの好みを学習しながら、飲食店や宿泊施設、書籍などのレコメンドが可能。ヴイストンが設計・製造を担当。 